# Otocelis westbladi
Otocelis westbladi är en plattmaskart som beskrevs av Ax 1959. Otocelis westbladi ingår i släktet Otocelis och familjen Isodiametridae. Inga underarter finns listade i Catalogue of Life.